# Trek Bicycle Corporation
Trek Bicycle Corporation es un fabricante estadounidense de bicicletas,  accesorios y componentes de ciclismo, que distribuye bajo las marcas: Trek, Gary Fisher, Bontrager, Klein y, anteriormente, también Lemond Racing Cycles. Con sede principal en Waterloo (Wisconsin), las bicicletas Trek son comercializadas a través de 1.700 comerciales en Norteamérica, subsidiarias en Europa y Asia y distribuidores en 90 países del mundo.
El nombre Trek proviene de la palabra del Afrikáans la cual significa «viaje».

## Historia

### 1975-1995: primera generación

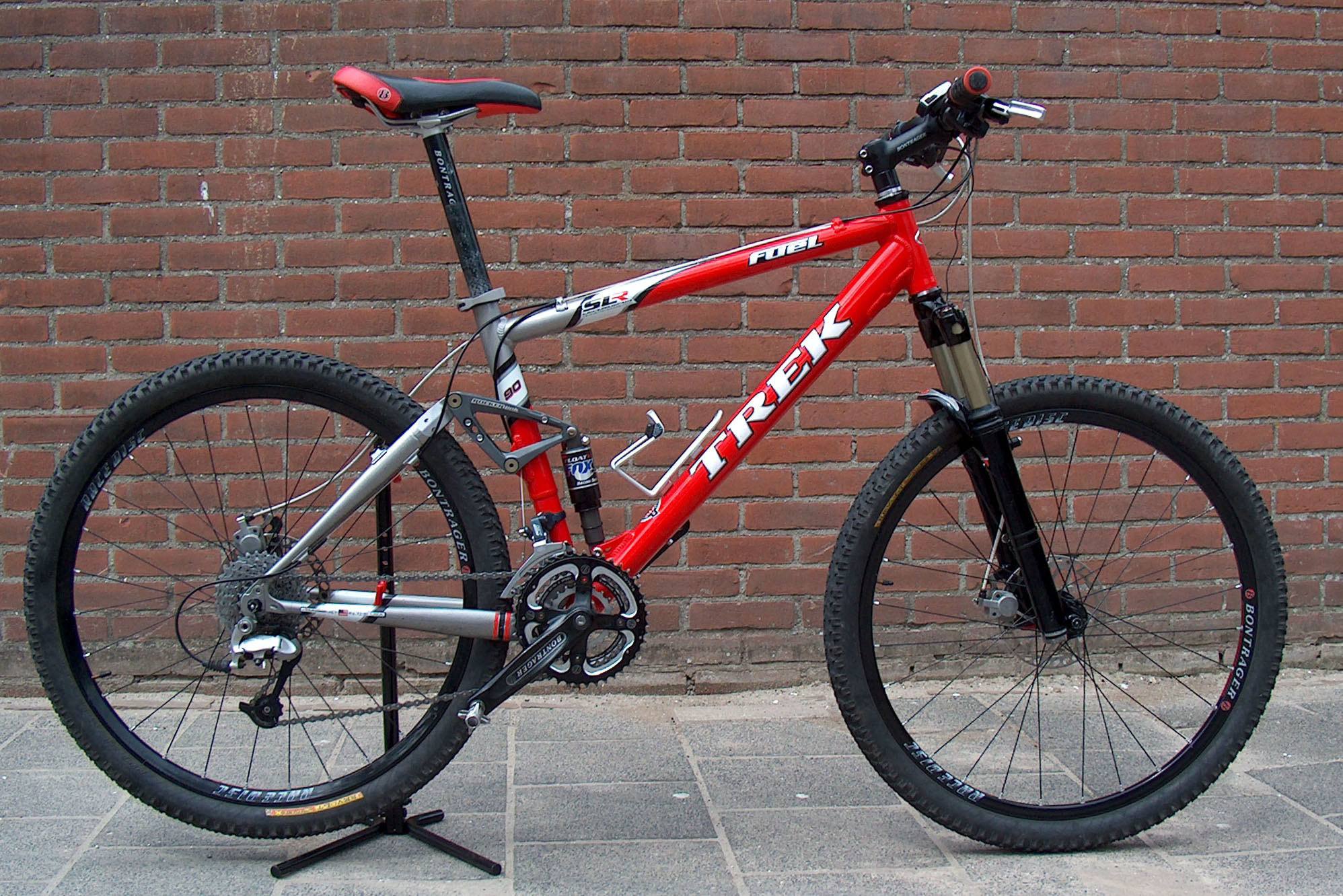
Trek Fuel 90

En diciembre de 1975, Richard (Dick) Burke y Bevel Hogg crearon Trek Bicycle como una subsidiaria de Roth Corporation, un distribuidor afincado en Milwakee. A principios de 1976, con una plantilla de cinco trabajadores, Trek empezó a construir cuadros de acero en Waterloo (Wisconsin), en el marco de un mercado de gama media y alta dominado por modelos japoneses e italianos. Trek construyó en torno a 900 cuadros soldados manualmente en ese primer año, vendiendo cada uno por menos de 200 dólares. Más adelante, y en ese mismo año, Trek Bicycle fue constituido en sociedad.
En 1977 abrió su primer distribuidor al por menor, Penn Cycle, en Bloomington (Minnesota). En tres años las ventas alcanzaron los 2 millones de dólares. La marca quebró para su entonces, pero volvió rápidamente al mercado con los modelos más consolidados que hoy en día se encuentran en el mercado. En el año 1991, la marca Trek se introdujo en España.

### 1995-2006: segunda generación
En el año 1995 Trek presenta su popular serie Y con cuadros de carbono, la serie incluía los modelos Y50, Y33, Y22 e Y11

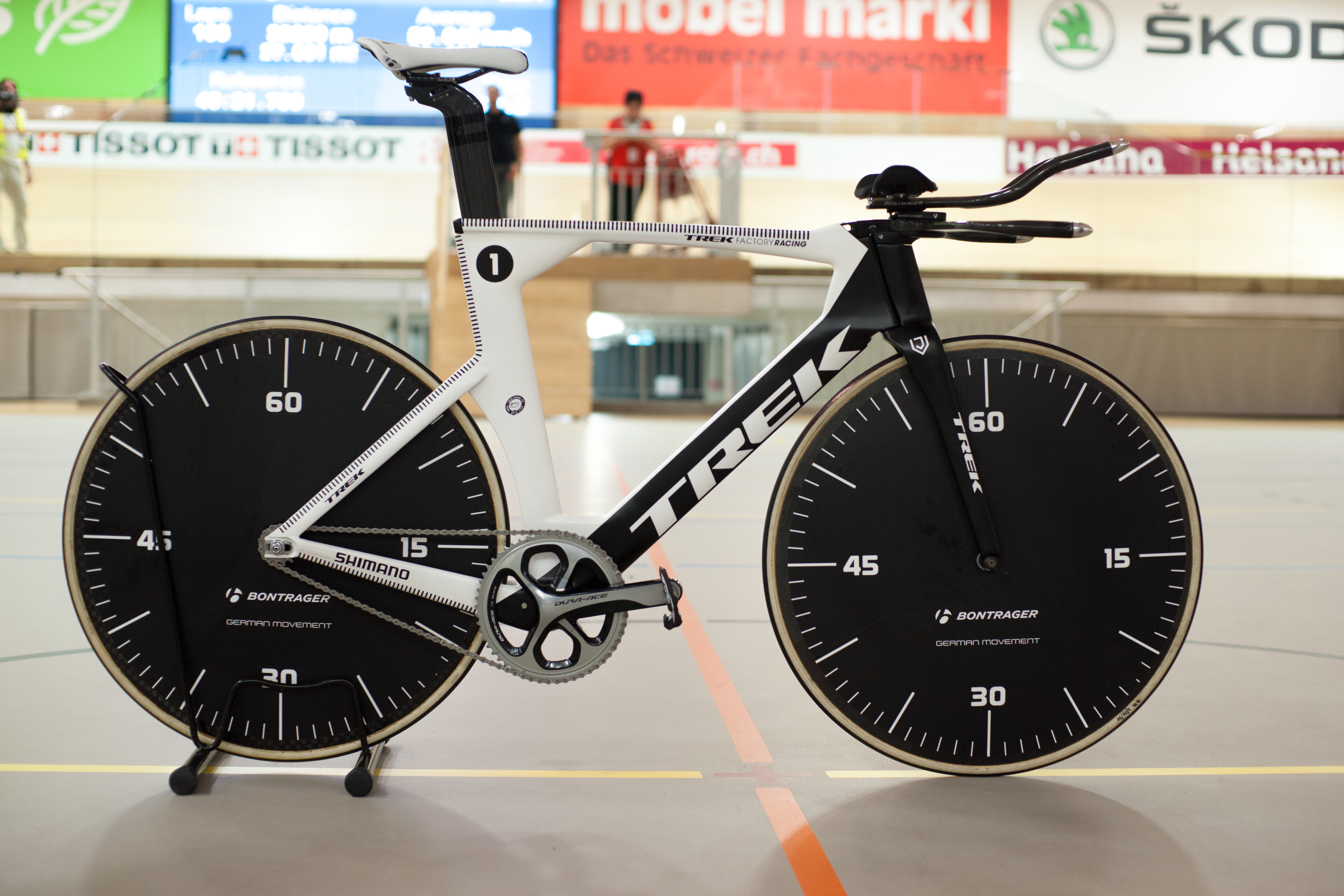
Bicicleta Trek del récord de la hora de 2014 de Jens Voigt.

### 2007-2018: tercera generación
En 2006 el modelo revolución de Trek fue la "Trek Y26" de aluminio, ya que hasta la fecha compite entre los modelos más destacados de la "Scott" y "GT" la cual fue la última de fabricación americana. Para inicios de la década del 2010, las bicicletas de Trek pasaron a diseñarse en Estados Unidos y fabricarse en China y Taiwán.

### 2018 - actualidad: cuarta generación e introducción de las E-bikes

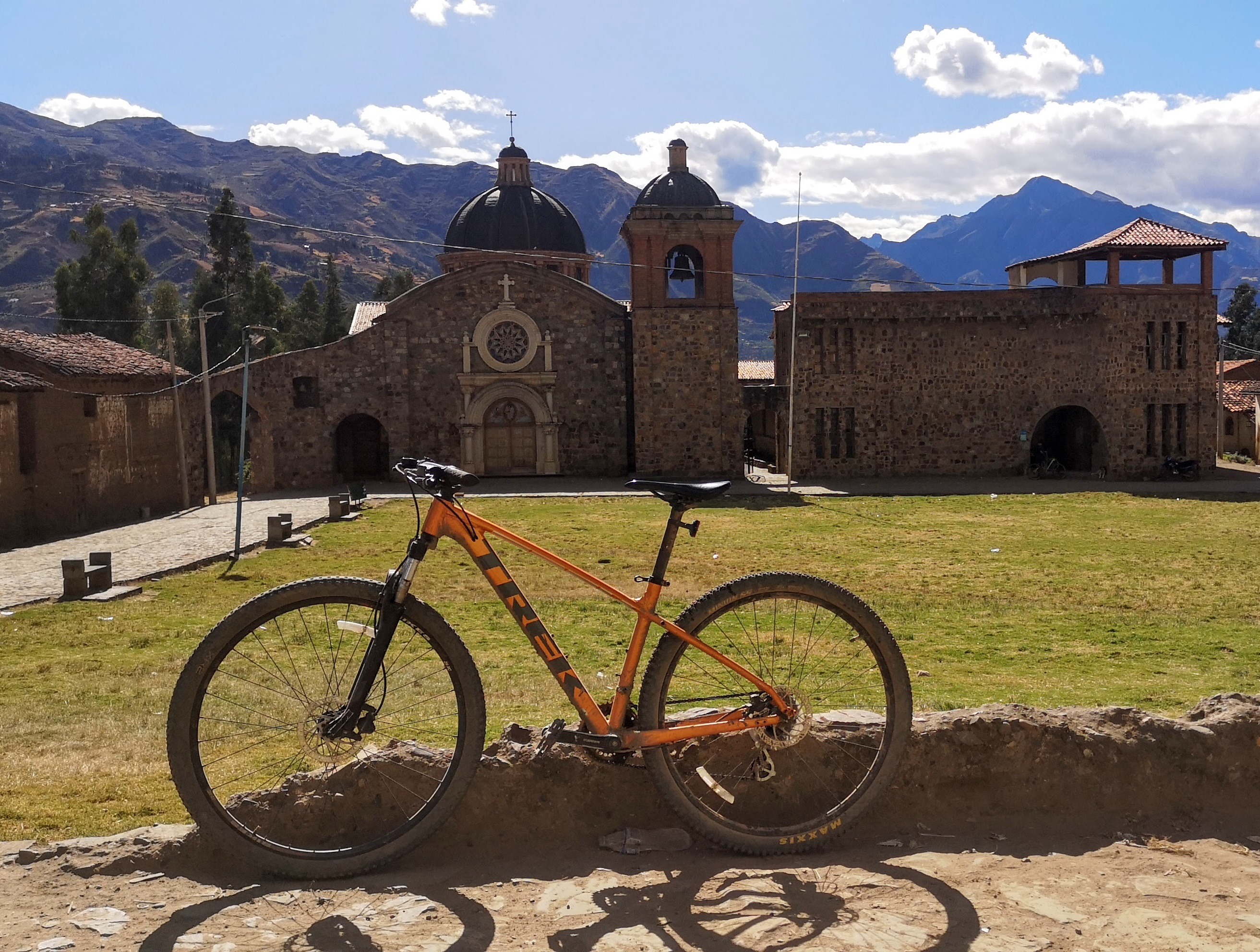
Trek Marlin 5, modelo 2021.

Desde que mudaron la producción a China, las oficinas de diseño de la marca localizadas en Estados Unidos se han enfocado en renovar la geometría de todos sus modelos desde el año 2015 enfocándose sobre todo en los ángulos de ataque, aerodinámica, resistencia de materiales, nuevas tecnologías de suspensión y autonomía eléctrica para sus modelos a batería.

## Modelos en producción

### Montaña

#### Cross Country
En la modalidad de cross country (campo traviesa) se tienen los siguientes modelos ordenados por el nivel de experiencia del ciclista y su uso en competiciones.
- Top Fuel: Con 5 versiones todas con doble suspensión y de categoría profesional. Se utiliza en competiciones profesionales de downhill y enduro.
- Supercaliber: Con doble suspensión y 4 versiones destinadas al cross country. Utilizada por Jolanda Neff (campeona Olímpica en 2021), Evie Richards (campeona del mundo en 2021) y Mona Mitterwallner (campeona del mundo sub-23 en 2021
- Procaliber: Pertenece a la gama media de las bicicletas de montaña, es una semirrígida articulada. Apta para cualquier tipo de terreno.
- X-Caliber: Con dos versiones, pertenece a la gama de inicio en cross country. Apta para terrenos difíciles.
- Marlin: Con versiones que van desde la 4 a la 8, pertenece a la gama principiante del cross country. Apta para terrenos llanos y semillanos.

#### Bicicletas de trail
- Slash
- Remedy
- Fuel EX
- Roscoe

#### Bicicletas eléctricas de montaña
- Powerfly
- Powerfly Equipped
- Rail
- E-Caliber
- Fuel EXe

### Carretera
- Madone
- Domane y Domane+ (eléctrica)
- Émonda
- Checkpoint
- Speed Concept

### Ciudad
Diseñadas especialmente para el desplazamiento en terrenos pavimentados y urbanos.
- Allant+: Nuevo modelo eléctrico en todas sus versiones
- Cruiser Go!
- District
- District+ (eléctrico)
- Dual Sport
- Dual Sport+ (eléctrico)
- FX